# San Vicente (Salvador)
Pour les articles homonymes, voir San Vicente.
San Vicente (prononcé en espagnol : [sam biˈsente]) est une municipalité du département de San Vicente au Salvador.
La population était de 36 700 habitants en 2007.

## Géographie

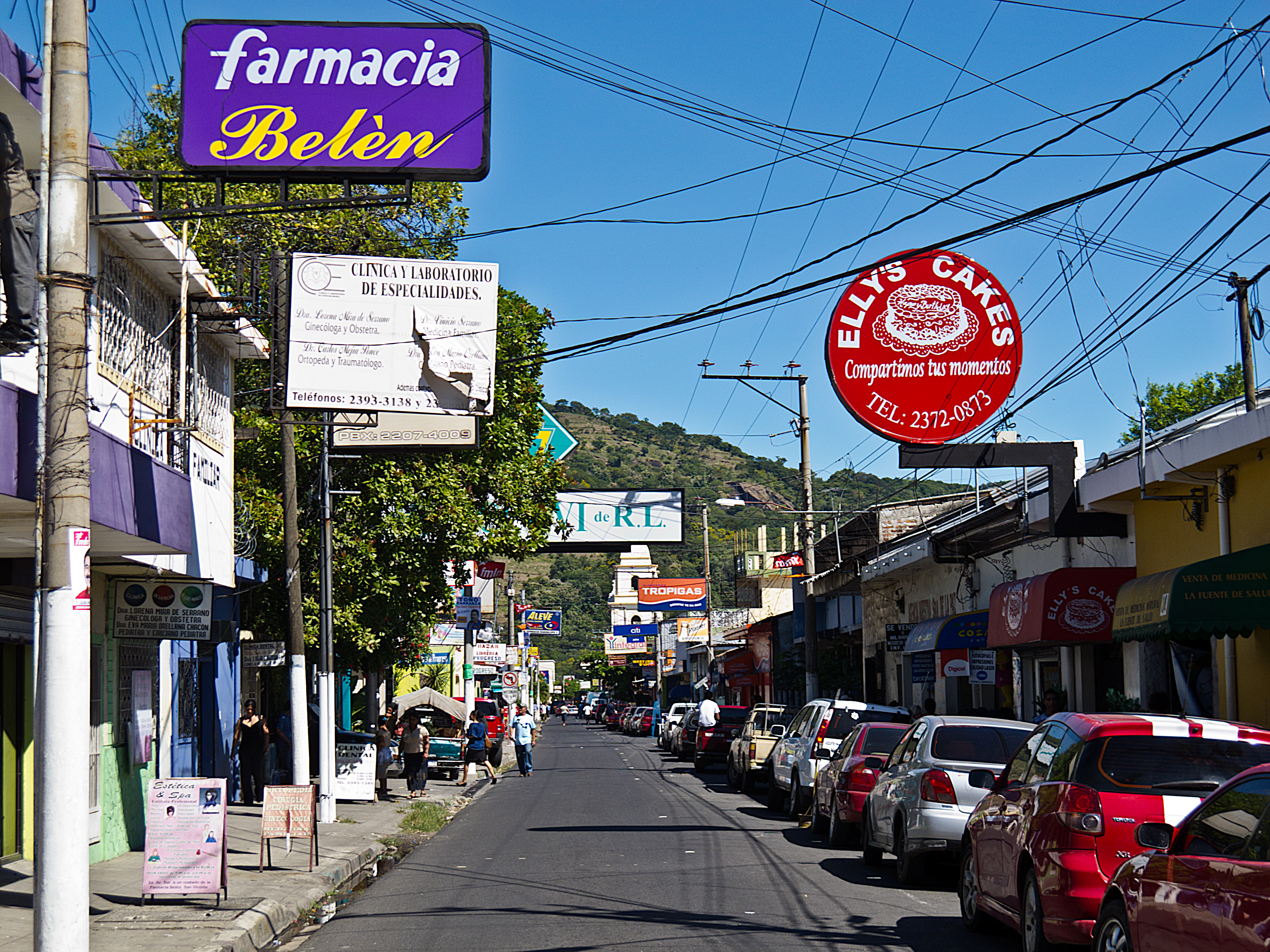
Vue de San Vicente au Salvador

San Vicente est situé dans une région volcanique regorgeant de sources chaudes et de geysers.
Le deuxième plus haut volcan du Salvador, le volcan San Vicente (également connu sous le nom de Chichontepec ou Las Chiches) est situé à proximité de la ville.

## Histoire
San Vicente a été fondée en 1635 près de la colonie indigène de Tehuacán . De 1834 à 1839, San Vicente était la capitale de la province du Salvador dans la Confédération centraméricaine . De 1854 à 1859, San Vicente était le siège de l' Universidad de El Salvador .
Le 9 février 1833, le directeur suprême de la province d'El Salvador, Mariano Prado Baca , séjournait à San Vicente lorsque des habitants de Santiago Nonualco ont protesté contre sa politique et ont occupé San Vicente, sur quoi Mariano Prado Baca a fui la province d'El Salvador. Le 21 septembre 1834, les Cabildos de Españoles de la Province d'El Salvador se sont réunis à San Vicente pour élire un directeur Supremo pour la Province d'El Salvador. Ils ont voté pour José María Silva, du Parti libéral , plus tard ce vote a été annulé. Le 29 mars 1844, le Pacto de Chinandega a été fermé à San Vicente. Dans cette alliance était Fruto Chamorro Pérez Supremo Delegado , Juan Lindo Président du Conseil et Justo Vicente José de Herrera y Díaz del Valle Ministre du Groupe. Le parlement hondurien accepta les résolutions le 27 avril 1844. Les parlements du Salvador et du Nicaragua étaient satisfaits. Le gouvernement du Guatemala est resté silencieux et, pressé de répondre, a déclaré que le Parlement avait déclaré la Federación Centroamericana dissoute le 17 avril 1839. On ne pouvait pas s'attendre à ce que ce Parlement puisse accepter le Pacto de Chinandega . En 1936, la ville a été partiellement détruite par un tremblement de terre et reconstruite. Les deux tremblements de terre de 2001également détruit des parties de la ville et tué des centaines de personnes au Salvador.

## Économie
San Vicente est un centre de transformation pour la production de la canne à sucre et des fincas de café de la région, et abrite des maquilas textiles. La ville a un faible taux de criminalité et un développement économique ralenti. Jusqu'à présent, aucune entreprise ostensible ne s'est installée dans la ville.

## Établissements d'enseignement
La ville compte quelques écoles publiques et quelques écoles privées, ainsi qu'une école pour enfants ayant des capacités spéciales, deux universités : l' Universidad Panamericana et la Chaire de l'Université multidisciplinaire d' El Salvador .

## Église
San Vicente est le siège du diocèse du même nom. José Oscar Barahona Castillo (1982-1983) était évêque auxiliaire de San Vicente. De 2005 à 2008, José Luis Escobar Alas a été évêque diocésain de San Vicente.